# Пјер Боске
Пјер Боске (фр. Pierre Bosquet; 1810-1861) је био француски маршал. У Кримском рату, као командант дивизије, обезбедио је победу у бици на Аљми (1854. године), а касније, као командант корпуса, пружао је помоћ енглеским снагама код Инкермана. Тешко је рањен приликом јуриша на Малахов Курган.